# Pousa
Pousa é uma povoação portuguesa sede da Freguesia de Pousa do Município de Barcelos, freguesia com 6,63 km² de área e 2218 habitantes (censo de 2021), tendo, por isso, uma densidade populacional de 334,5 hab./km².

## Demografia
A população registada nos censos foi:
| Distribuição da População por Grupos Etários | Distribuição da População por Grupos Etários | Distribuição da População por Grupos Etários | Distribuição da População por Grupos Etários | Distribuição da População por Grupos Etários |
| -------------------------------------------- | -------------------------------------------- | -------------------------------------------- | -------------------------------------------- | -------------------------------------------- |
| Ano                                          | 0-14 Anos                                    | 15-24 Anos                                   | 25-64 Anos                                   | > 65 Anos                                    |
| 2001                                         | 537                                          | 416                                          | 1128                                         | 209                                          |
| 2011                                         | 432                                          | 346                                          | 1226                                         | 268                                          |
| 2021                                         | 299                                          | 309                                          | 1240                                         | 370                                          |

## História
Pousa, era o lugar ou habitação onde o cobrador de foros reais devia pousar e receber mantimentos. Pousa é igual a pousada e modernamente a turismo. Vem do latim pausa, da expressão pausam facere ou pausam dare, significando dar agasalho ou dar descanso. O verdadeiro nome da freguesia era: Santa Cristina de Ulgoso da Pousa. Ulgoso, terra de urze igual a urgueira, urzal, urzeira, urgal, que no português arcaico deu Algoso, adaptado a seguir, pelo povo. Há alguns anos formou-se uma lenda, dando à palavra Algôs o mesmo sentido da de carrasco, no significado de executor de pena de morte. Para a maior parte da gente, a Pousa, teria dado um tal personagem, nada simpático e por isso a freguesia nunca daria sacerdotes à Igreja. Poderia haver seminaristas, mas nunca chegariam ao fim; mais cedo ou mais tarde ficariam pelo caminho, ou doentes ou até morreriam. O Povo, sabia que ter sido carrasco (algôs) era impedimento, ainda actualmente é, para receber ordens sacerdotais. De Algôs, personagem individual, facilmente se passou a acrescentar também a própria terra que teria tal castigo. Para outros, eram menos os que assim pensavam, a palavra «Algôs» foi acrescentada a Santa Cristina da Pousa, por haver, perto da Falperra a freguesia de Santa Cristina de Longos. As duas freguesias seriam mais conhecidas pelo nome da padroeira, Santa Cristina, e para não haver confusão, quando se falasse da Pousa, dizia-se, S. Cristina de Algoso. (in Pags. 19, 20 e 21, “Pousa S. Cristina – Reguela S. Salvador”, 1979, P. Hélio Gomes Ribeiro.)

## Listas de presidentes da Junta de Freguesia
| Presidente                | Presidente               | Mandato   | Partido |
| ------------------------- | ------------------------ | --------- | ------- |
|                           | Amadeu Ferreira Loureiro | 1976-1979 | PPD/PSD |
| Joaquim Morgado Martins   | 1979-1982                |           | PPD/PSD |
| Joaquim da Silva Ferreira | 1982-1985                |           | PPD/PSD |
|                           | Sebastião Martins        | 1985-1989 | CDS-PP  |
| 1989-1993                 | Sebastião Martins        |           | CDS-PP  |
| 1993-1997                 | Sebastião Martins        |           | CDS-PP  |
| Arnaldo Sousa Simões      | 1997-2001                |           | CDS-PP  |
| Arnaldo Sousa Simões      |                          | 2001-2005 | PPD/PSD |
|                           | Hélder Nogueira          | 2005-2009 | PS      |
| Arnaldo de Sousa          | 2009-2013                |           | PS      |
| Arnaldo de Sousa          | 2013-2017                |           | PS      |
| Arnaldo de Sousa          | 2017-                    |           | PS      |

## Política

### Eleições autárquicas
| Data | %       | V       | %       | V       | %       | V       | %     | V  | %       | V       | %     | V   |
| Data | PPD/PSD | PPD/PSD | CDS-PP  | CDS-PP  | APU/CDU | APU/CDU | PS    | PS | PSD-CDS | PSD-CDS | IND   | IND |
| ---- | ------- | ------- | ------- | ------- | ------- | ------- | ----- | -- | ------- | ------- | ----- | --- |
| 1976 | 58,76   | 5       | 34,55   | 2       |         |         |       |    |         |         |       |     |
| 1979 | 46,61   | 6       | 36,03   | 5       | 13,56   | 2       |       |    |         |         |       |     |
| 1982 | 39,02   | 5       | 37,42   | 5       | 8,21    | 1       | 14,18 | 2  |         |         |       |     |
| 1985 | 40,00   | 4       | 41,74   | 4       | 9,32    | 1       |       |    |         |         |       |     |
| 1989 | 28,52   | 3       | 58,16   | 6       | 4,36    | -       | 6,75  | -  |         |         |       |     |
| 1993 | 27,71   | 3       | 42,89   | 4       | 14,05   | 1       | 13,00 | 1  |         |         |       |     |
| 1997 | 25,24   | 2       | 37,49   | 4       | 2,48    | -       | 32,31 | 3  |         |         |       |     |
| 2001 | 56,92   | 6       |         |         | 4,71    | -       | 35,98 | 3  |         |         |       |     |
| 2005 | 46,33   | 4       |         |         | 51,64   | 5       |       |    |         |         |       |     |
| 2009 | 36,02   | 3       | 61,77   | 6       |         |         |       |    |         |         |       |     |
| 2013 | CDS-PP  | CDS-PP  | PPD/PSD | PPD/PSD | 4,33    | -       | 64,89 | 7  | 27,20   | 2       |       |     |
| 2017 | CDS-PP  | CDS-PP  | PPD/PSD | PPD/PSD | 1,15    | -       | 53,11 | 6  | 17,68   | 1       | 25,27 | 2   |
| 2021 | CDS-PP  | CDS-PP  | PPD/PSD | PPD/PSD | 3,90    | -       | 63,84 | 6  | 28,65   | 3       |       |     |

## Desporto
- Grupo de Futebol Clube da Pousa